# Unione Sportiva Foggia 1980-1981
Questa pagina raccoglie le informazioni riguardanti l'Unione Sportiva Foggia nelle competizioni ufficiali della stagione 1980-1981.

## Rosa
| N. |                   | Ruolo | Calciatore           |
| -- | ----------------- | ----- | -------------------- |
| -  | Italia (bandiera) | P     | Mirko Benevelli      |
| -  | Italia (bandiera) | A     | Stanislao Bozzi      |
| -  | Italia (bandiera) | C     | Carmine Caravella    |
| -  | Italia (bandiera) | A     | Corradino Caserta    |
| -  | Italia (bandiera) | C     | Pio Cassano          |
| -  | Italia (bandiera) | C     | Angelo Conca         |
| -  | Italia (bandiera) | D     | Paolo De Giovanni    |
| -  | Italia (bandiera) | C     | Stefano Donetti      |
| -  | Italia (bandiera) | D     | Franco Fasoli        |
| -  | Italia (bandiera) | C     | Federico Frigerio    |
| -  | Italia (bandiera) | C     | Ennio Zobel          |
| -  | Italia (bandiera) | P     | Vincenzo Laveneziana |

| N. |                   | Ruolo | Calciatore              |
| -- | ----------------- | ----- | ----------------------- |
| -  | Italia (bandiera) | D     | Giancarlo Morsia        |
| -  | Italia (bandiera) | A     | Giuliano Musiello       |
| -  | Italia (bandiera) | D     | Claudio Ottoni          |
| -  | Italia (bandiera) | D     | Vito Petruzzelli        |
| -  | Italia (bandiera) | C     | Rinaldo Piraccini       |
| -  | Italia (bandiera) | C     | Nicola Ripa             |
| -  | Italia (bandiera) | C     | Arcangelo Sciannimanico |
| -  | Italia (bandiera) | C     | Giovanni Sgarbossa      |
| -  | Italia (bandiera) | D     | Andrea Stimpfl          |
| -  | Italia (bandiera) | C     | Tullio Tinti            |
| -  | Italia (bandiera) | A     | Costante Tivelli        |

## Risultati

### Serie B

#### Girone di andata
| 14 settembre 1980 1ª giornata | Foggia | 4 – 1 | Varese |  |

| 21 settembre 1980 2ª giornata | Catania | 0 – 0 | Foggia |  |

| 28 settembre 1980 3ª giornata | Foggia | 1 – 1 | Palermo |  |

| 5 ottobre 1980 4ª giornata | Taranto | 2 – 0 | Foggia |  |

| 12 ottobre 1980 5ª giornata | Foggia | 3 – 3 | Pisa |  |

| 19 ottobre 1980 6ª giornata | Verona | 0 – 0 | Foggia |  |

| 26 ottobre 1980 7ª giornata | Foggia | 0 – 1 | Lazio |  |

| 2 novembre 1980 8ª giornata | Foggia | 1 – 0 | Atalanta |  |

| 9 novembre 1980 9ª giornata | Sampdoria | 0 – 1 | Foggia |  |

| 16 novembre 1980 10ª giornata | Foggia | 1 – 0 | Rimini |  |

| 23 novembre 1980 11ª giornata | Milan | 1 – 1 | Foggia |  |

| 30 novembre 1980 12ª giornata | Foggia | 1 – 1 | Pescara |  |

| 7 dicembre 1980 13ª giornata | Bari | 2 – 1 | Foggia |  |

| 14 dicembre 1980 14ª giornata | Lecce | 0 – 0 | Foggia |  |

| 21 dicembre 1980 15ª giornata | Foggia | 1 – 1 | SPAL |  |

| 4 gennaio 1981 16ª giornata | Genoa | 4 – 0 | Foggia |  |

| 11 gennaio 1981 17ª giornata | Foggia | 2 – 1 | Lanerossi Vicenza |  |

| 18 gennaio 1981 18ª giornata | Cesena | 2 – 1 | Foggia |  |

| 25 gennaio 1981 19ª giornata | Foggia | 0 – 0 | Monza |  |

#### Girone di ritorno
| 8 febbraio 1981 20ª giornata | Varese | 0 – 0 | Foggia |  |

| 15 febbraio 1981 21ª giornata | Foggia | 0 – 0 | Catania |  |

| 22 febbraio 1981 22ª giornata | Palermo | 1 – 1 | Foggia |  |

| 1º marzo 1981 23ª giornata | Foggia | 1 – 1 | Taranto |  |

| 8 marzo 1981 24ª giornata | Pisa | 0 – 0 | Foggia |  |

| 15 marzo 1981 25ª giornata | Foggia | 1 – 1 | Verona |  |

| 22 marzo 1981 26ª giornata | Lazio | 0 – 0 | Foggia |  |

| 29 marzo 1981 27ª giornata | Atalanta | 2 – 0 | Foggia |  |

| 5 aprile 1981 28ª giornata | Foggia | 1 – 1 | Sampdoria |  |

| 12 aprile 1981 29ª giornata | Rimini | 1 – 0 | Foggia |  |

| 18 aprile 1981 30ª giornata | Foggia | 1 – 0 | Milan |  |

| 26 aprile 1981 31ª giornata | Pescara | 3 – 2 | Foggia |  |

| 10 maggio 1981 32ª giornata | Foggia | 1 – 1 | Bari |  |

| 17 maggio 1981 33ª giornata | Foggia | 1 – 0 | Lecce |  |

| 24 maggio 1981 34ª giornata | SPAL | 3 – 3 | Foggia |  |

| 31 maggio 1981 35ª giornata | Foggia | 0 – 0 | Genoa |  |

| 7 giugno 1981 36ª giornata | Lanerossi Vicenza | 0 – 1 | Foggia |  |

| 14 giugno 1981 37ª giornata | Foggia | 1 – 3 | Cesena |  |

| 21 giugno 1981 38ª giornata | Monza | 1 – 0 | Foggia |  |

## Statistiche

### Statistiche di squadra
| Competizione | Punti | In casa | In casa | In casa | In casa | In casa | In casa | In trasferta | In trasferta | In trasferta | In trasferta | In trasferta | In trasferta | Totale | Totale | Totale | Totale | Totale | Totale | DR |
| Competizione | Punti | G       | V       | N       | P       | Gf      | Gs      | G            | V            | N            | P            | Gf           | Gs           | G      | V      | N      | P      | Gf     | Gs     | DR |
| ------------ | ----- | ------- | ------- | ------- | ------- | ------- | ------- | ------------ | ------------ | ------------ | ------------ | ------------ | ------------ | ------ | ------ | ------ | ------ | ------ | ------ | -- |
| Serie B      | 36    | 19      | 6       | 11      | 2       | 21      | 16      | 19           | 2            | 9            | 8            | 11           | 22           | 38     | 8      | 20     | 10     | 32     | 38     | -6 |
| Coppa Italia | 4     | 2       | 1       | 1       | 0       | 6       | 4       | 2            | 0            | 1            | 1            | 0            | 4            | 4      | 1      | 2      | 1      | 6      | 8      | -2 |
| Totale       |       | 21      | 7       | 12      | 2       | 27      | 20      | 21           | 2            | 10           | 9            | 11           | 26           | 42     | 9      | 22     | 11     | 38     | 46     | -8 |

### Statistiche dei giocatori
| Giocatore        | Serie B  | Serie B | Serie B     | Serie B    | Coppa Italia | Coppa Italia | Coppa Italia | Coppa Italia | Totale   | Totale | Totale      | Totale     |
| Giocatore        | Presenze | Reti    | Ammonizioni | Espulsioni | Presenze     | Reti         | Ammonizioni  | Espulsioni   | Presenze | Reti   | Ammonizioni | Espulsioni |
| ---------------- | -------- | ------- | ----------- | ---------- | ------------ | ------------ | ------------ | ------------ | -------- | ------ | ----------- | ---------- |
| M. Benevelli     | 35       | -35     | ?           | ?          | ?            | ?            | ?            | ?            | 35+      | -35+   | ?           | ?          |
| S. Bozzi         | 31       | 10      | ?           | ?          | ?            | ?            | ?            | ?            | 31+      | 10+    | ?           | ?          |
| C. Caravella     | 29       | 0       | ?           | ?          | ?            | ?            | ?            | ?            | 29+      | 0+     | ?           | ?          |
| C. Caserta       | 1        | 0       | ?           | ?          | ?            | ?            | ?            | ?            | 1+       | 0+     | ?           | ?          |
| P. Cassano       | 4        | 0       | ?           | ?          | ?            | ?            | ?            | ?            | 4+       | 0+     | ?           | ?          |
| A. Conca         | 23       | 0       | ?           | ?          | ?            | ?            | ?            | ?            | 23+      | 0+     | ?           | ?          |
| P. De Giovanni   | 24       | 0       | ?           | ?          | ?            | ?            | ?            | ?            | 24+      | 0+     | ?           | ?          |
| S. Donetti       | 5        | 0       | ?           | ?          | ?            | ?            | ?            | ?            | 5+       | 0+     | ?           | ?          |
| F. Fasoli        | 31       | 0       | ?           | ?          | ?            | ?            | ?            | ?            | 31+      | 0+     | ?           | ?          |
| F. Frigerio      | 3        | 0       | ?           | ?          | ?            | ?            | ?            | ?            | 3+       | 0+     | ?           | ?          |
| M. Lange         | 1        | 0       | ?           | ?          | ?            | ?            | ?            | ?            | 1+       | 0+     | ?           | ?          |
| V. Laveneziana   | 4        | -3      | ?           | ?          | ?            | ?            | ?            | ?            | 4+       | -3+    | ?           | ?          |
| G. Morsia        | 20       | 1       | ?           | ?          | ?            | ?            | ?            | ?            | 20+      | 1+     | ?           | ?          |
| G. Musiello      | 17       | 1       | ?           | ?          | ?            | ?            | ?            | ?            | 17+      | 1+     | ?           | ?          |
| C. Ottoni        | 29       | 0       | ?           | ?          | ?            | ?            | ?            | ?            | 29+      | 0+     | ?           | ?          |
| V. Petruzzelli   | 33       | 0       | ?           | ?          | ?            | ?            | ?            | ?            | 33+      | 0+     | ?           | ?          |
| R. Piraccini     | 36       | 1       | ?           | ?          | ?            | ?            | ?            | ?            | 36+      | 1+     | ?           | ?          |
| N. Ripa          | 3        | 0       | ?           | ?          | ?            | ?            | ?            | ?            | 3+       | 0+     | ?           | ?          |
| A. Sciannimanico | 31       | 4       | ?           | ?          | ?            | ?            | ?            | ?            | 31+      | 4+     | ?           | ?          |
| G. Sgarbossa     | 25       | 0       | ?           | ?          | ?            | ?            | ?            | ?            | 25+      | 0+     | ?           | ?          |
| A. Stimpfl       | 12       | 0       | ?           | ?          | ?            | ?            | ?            | ?            | 12+      | 0+     | ?           | ?          |
| T. Tinti         | 32       | 1       | ?           | ?          | ?            | ?            | ?            | ?            | 32+      | 1+     | ?           | ?          |
| C. Tivelli       | 35       | 11      | ?           | ?          | ?            | ?            | ?            | ?            | 35+      | 11+    | ?           | ?          |